# Руф, Дилан
Ди́лан Сторм Руф (англ. Dylann Storm Roof; род. 3 апреля 1994, Колумбия, Южная Каролина) — американский массовый убийца и сторонник превосходства белой расы. Признан виновным в стрельбе 17 июня 2015 года в церкви города Чарльстона.
Во время молитвы в африканской методистской епископальной церкви Эмануэль погибло 9 прихожан, все из которых были афроамериканцами, в том числе старший пастор и сенатор штата Клемента Пинкни. Также один человек был ранен. После того как несколько человек идентифицировали Руфа в качестве главного подозреваемого, он был объявлен в розыск, который закончился арестом на следующее утро после стрельбы в Шелби, Северная Каролина. Виновник признался, что своим поступком надеялся разжечь расовую войну.
Спустя три дня после нападения был обнаружен сайт The Last Rhodesian, принадлежавший Руфу. На сайте представлены фотографии Дилана, позирующего с символами белого превосходства и неонацизма, а также манифест, в котором он изложил свои взгляды на темнокожих и представителей других народов. Его становление белым националистом произошло посредством изучении статей о Трейвоне Мартине и преступлениях чёрными против белых, как он сам утверждает в вышеупомянутом тексте.
В декабре 2016 года Руф был признан виновным по всем 33 федеральным обвинениям. 10 января 2017 года приговорён к смертной казни.
В апреле 2017 года признал свою вину в суде штата и приговорён к 9 пожизненным срокам. Далее, 21 апреля 2017, переведён на федеральное попечение в тюрьму United States Penitentiary, Terre Haute, штат Индиана, где теперь ожидает исполнения смертной казни.

## Биография
Дилан Руф родился в городе Колумбия, штат Южная Каролина, в семье плотника Франклина Беннета Руфа и барменши Амелии Коулс. Его мать — потомок основателя города Хартфорда, штат Коннектикут, Тимоти Стэнли. Хотя родители Руфа были в разводе, в момент его рождения жили вместе. Когда Дилану исполняется пять лет, отец женится на Пэгги Мэнн (урожденная Хестингс) в ноябре 1999, но после 10-летнего брака отношения заканчиваются разводом. Причиной этому якобы послужило физическое и словесное оскорбительное поведение Беннета по отношению к Мэнн. Семья в основном проживала в Южной Каролине, но с 2005 по 2008 они временно переехали во Флориду-Кис. Информации о школьном обучении Дилана в этот временной период нет.
По данным 2009 года в аффидевите при подаче заявления на развод, Пэгги указала, что Дилану Руфу был поставлен диагноз «обсессивно-компульсивное расстройство», отмечена боязнь микробов и одержимость одним стилем стрижки волос. Во времена средней школы он курил марихуану, и однажды был пойман за её покупкой.
За девять лет Руф сменил как минимум 7 школ в двух округах Южной Каролины, в том числе Старшую школу Уайт Нолл в Лексингтоне, из которой перевелся в другую для окончания 9 класса. Судя по всему, в 2010 году он перестал ходить на занятия и, по словам его семьи, бросил учёбу, проводя всё своё время поочередно играя в видеоигры и принимая наркотики, такие как Субоксон. Посещал собрания Евангелическо-лютеранской конгрегации.
До нападения Руф жил с отцом в центре Колумбии и с матерью в Хопкинсе, но больше всего его воспитанием занималась мачеха Мэнн. В течение нескольких недель до стрельбы, Руф жил в доме старого школьного друга, якобы употребляя наркотические средства и напиваясь. Он проработал ландшафтным дизайнером в компании отца, но бросил эту работу незадолго до атаки.
Дядя по материнской линии, Карсон Коулс, беспокоился за 19-летнего племянника в связи с его социальной отчужденностью, «он до сих пор без работы, водительских прав и большую часть времени проводит, заперевшись в своей комнате.» Коулс утверждал, что пытался взять над Диланом шефство, но был отвергнут, вследствие чего они отдалились друг от друга. По словам Мэнн, Дилан разорвал все контакты с ней после развода с его отцом. Даже когда старшая сестра Эмбер планировала выйти замуж, он не ответил на её приглашение.
По словам бывшего одноклассника, несмотря на расистские высказывания, некоторые из друзей Руфа в школе были чёрными.

### Ранние проблемы с законом
До стрельбы Руф уже подвергался двум арестам. 2 марта 2015 года Руф был опрошен в полицейском участке за инцидент в Колумбианском торговом центре, произошедший 28 февраля, где он, полностью облаченный в чёрную одежду, приставал к сотрудникам заведения с неподобающими вопросами. В ходе разбирательства, власти обнаружили подозрительную бутылку. Позже Дилан признался, что это Субоксон, наркотическое средство, обычно применяемое при лечении опиумной зависимости или в рекреационных целях. Поэтому Руф был арестован за хранение наркотических веществ. Также ему на годовой срок было запрещено посещать данный центр. Но Дилан был арестован за незаконное проникновение в то же торговое заведение вновь 26 апреля 2015, в связи с чем запрет был продлен ещё на три года.
Со слов Джеймса Коми, мартовский арест Руфа должен был быть описан как уголовное преступление, которое бы потребовало дополнительного расследования со всеми вытекающими экспертизами. Тем не менее, в полиции была совершена документационная ошибка ввода данных. Если бы не это недоразумение, Руф был бы не в состоянии легально приобрести огнестрельное оружие из-за употребления наркотических веществ в соответствии с законом.
13 марта 2015 года Руф был остановлен сотрудниками полиции в своей машине в центре Колумбии. Он был узнан одним из полицейских, что опрашивали его 2 марта. Сотрудники провели обыск автомобиля, при котором обнаружились предплечевая рукоятка полуавтоматической винтовки AR-15 и шесть пустых 40-зарядных магазинов. Дилан сообщил офицеру, что хотел приобрести AR-15, но он не обладал достаточными средствами для покупки.

## Стрельба в Чарльстонской церкви
Вечером 17 июня 2015 года произошло массовое убийство в африканской методистской епископальной церкви Эмануэль города Чарльстона, Южная Каролина, США. Во время изучения Библии белый мужчина возрастом около 21 года, как впоследствии выяснилось, Дилан Руф, открыл огонь из пистолета, убив девять человек. Нападающий был безработным, проживал в Истовере.

### Мотивация
По словам друга детства, Руф громко отзывался по делу Трейвона Мартина. Также, часто говорил «о захвате мира неграми». По слухам, Дилан рассказал о своих планах друзьям и соседям, но не был воспринят всерьез.
На одном изображении в Facebook Руф позирует в куртке, украшенной двумя устаревшими флагами, используемыми ранее в качестве эмблем среди белых националистических движений: Родезия (ныне Зимбабве) и флага Южной Африки периода апартеида. На другой фотографии Руф сидит на капоте собственного автомобиля с декоративным номерным знаком флага Конфедерации. Его сосед по комнате говорил, что Руф выражал поддержку расовой сегрегации в Соединенных Штатах и намеревался разжечь гражданскую войну.
Из ранней неоднозначной информации друзья Руфа утверждали, что «церковь не была его главной целью, изначально он собирался устроить стрельбу в школе».
18 июня, на следующий день после стрельбы, Руф признался на допросе ФБР в совершении нападения с намерением начать расовую войну. Также им было сказано, что он практически передумал это делать из-за добродушного к нему отношения со стороны будущих жертв.
В августе 2016 года федеральные прокуроры заявили, что Руф «саморадикализировался» посредством просмотра в интернете материалов об идеологии превосходства белой расы.

#### Сайт и рукописные документы
20 июня 2015 года был обнаружен сайт, зарегистрированный на Дилана Руфа 9 февраля 2015, lastrhodesian.com. Хотя личность владельца домена намеренно маскируется после регистрации, сотрудники правоохранительных органов подтвердили принадлежность сайта Руфу. В кэш включён архив фотографий Дилана с неонацистской и конфедеративной символикой, сжиганием американского флага. Фотографии были сделаны как в доме матери Руфа, так и на исторических объектах Северной и Южной Каролины: Салливанс-Айленд, крупнейший высадочный рабский порт в Северной Америке, четыре бывших плантации, два кладбища (одно для белых солдат Конфедерации, другое для рабов), а также музей и библиотека истории конфедератов в Гринвилле. Предположительно, фотографии были сделаны посредством таймера на фотоаппарате, для удобства используя штатив.
На сайте представлен так называемый 2444 — словесный манифест, где Руфом были изложены взгляды, методично разделённые на: «Чёрных», «Евреев», «Латиноамериканцев», «Азиатов», «Патриотизм» и «Пояснение»:
У меня нет выбора. Я не в том положении, чтобы в одиночку идти в гетто и сражаться.
Я выбрал Чарльстон, поскольку этот город имеет наибольшее историческое значение в моем штате, и при этом процент чернокожего населения в нем – максимальный во всей стране.
У нас нет скинхэдов, нет настоящего Ку-Клукс-Клана, нет вообще никого, кто пытался бы что-то делать – есть только любители болтать в интернете.
Поэтому должен найтись смельчак, чтобы начать действия в реальном мире – думаю, что это должен быть я.»
В манифесте Руф заявляет, что «окончательно пробудился» после прочтения статей о Трейвоне Мартине:
После прочтения статьи в Википедии я вообще не мог понять, из-за чего подняли такой шум? Очевидно, что Циммерман абсолютно прав! Но гораздо важнее было то, что это побудило меня загнать в Гугл запрос «преступления чёрных против белых». После этого я как переродился. Первый сайт, который я нашёл – сайт Совета Консервативных Граждан.
Страницу за страницей я читал о страшных, жестоких убийствах белых, совершённых неграми.
Я был преисполнен недоверия. И в этот момент я понял: что-то в этом мире катастрофически не так. Как можно было раздувать шумиху вокруг дела Трейвона Мартина, в то время как сотни убийств белых граждан, совершённых неграми, целиком игнорировались?
Также в качестве мотивации упоминается Северно-Западный фронт, основанный в Сиэтле организацией, пропагандирующей идеологию превосходства белой расы, печально известной в Гринсборской бойне 1979 года.
Из списка поправок веб-сервера, последнее изменение было зафиксировано в 16:44, 17 июня 2015 года, когда Руф отметил, что «пишет в сильной спешке.»
Согласно судебным документам, опубликованным в августе 2016, Руфом были подготовлены два других мануфактурных текста: дневник за 2015 год и тюремные записи 2016 года. Также им был составлен список церквей и «отбор жертв», наряду с другими записями.

### Приобретение оружия и упущение ФБР
Руф лично купил пистолет, используемый в стрельбе, в оружейном магазине Северной Колумбии на деньги, подаренные ему на день рождения. Издательство The Washington Post 10 июля 2015 года сообщило, что директор ФБР, Джеймс Коми, заявил: «Руф был в состоянии купить оружие из-за ошибки сотрудника отдела проверки.»
Друзья пытались скрыть пистолет от Дилана в трейлере за неделю до нападения, но, в связи с их испытательным сроком и возможными последствиями, оружие было возвращено.

### До стрельбы
Из анализа изъятого мобильного телефона и компьютера стало известно, что Руф связывался с другими белыми расистами по интернету. Хоть и не все из контактов Дилана поощряли массовые убийства, расследование показало, что радикальные личности также общались с Руфом.

### Реакция белых расистов
Хотя совет консервативных граждан прекратил работу своего сайта 20 июня после наплыва негативного влияния, его президент, Эрл Холт, заявил, что сообщество «вряд ли отвечает» за действия Руфа. Также организация выступила с тем, что у Дилана имелись некоторые «весомые аргументы» против черных людей, и, что их веб-сайт «точно и честно сообщал о преступлениях черных над белыми». Гарольд Ковингтон, основатель Северо-Западного фронта осудил поступок Руфа, но отозвался о стрельбе, как «о начале предстоящих зрелищ».
После анализа манифеста, Южный центр закона о бедности утверждал, что Руф являлся читателем и комментатором The Daily Stormer, белого националистического сайта новостей. Его редактор, Эндрю Энглин, «не дал никаких комментариев», лишь назвав это «безумным, аморальным поступком».

## Преследование и задержание
Нападение рассматривалось как преступление на почве ненависти, поэтому сотрудники полиции, а также должностные лица из Федерального Бюро Расследований (ФБР) были призваны помочь в поимке и разбирательстве.
В 10:44, утром после стрельбы, Руф был пойман в Шелби, Северная Каролина, примерно за 394 км от церкви. 45-калиберный Глок был найден в машине во время ареста, хотя изначально и не было понятно, тот же это пистолет, используемый при нападении или нет. Полиция получила наводку от водителя, Дебби Диллсы, из Гастонии, Северная Каролина. Она распознала Руфа за рулем автомобиля, чёрного Hyundai Elantra с номерными знаками Южной Каролины и тремя декоративными флагами Конфедерации на бампере, ссылаясь на изображения с камер видеонаблюдения около церкви и распространения в средствах массовой информации. Позже она вспоминала: «Я подошла ближе и увидела стрижку. Меня затрясло от страха. Это он или не он?» Она позвонила своему работодателю, который впоследствии связался с местной полицией. Сотрудники правоохранительных органов на протяжении 56 км преследовали подозреваемого.
Его старшая, наполовину кровная сестра также сообщила о нём в полицию после того, как увидела фотографию в новостях.
Руф был задержан и допрошен агентами ФБР. Он заявил, что направлялся в Нэшвилл, штат Теннесси. После расследования выяснилось, что нападение планировалось в течение шести месяцев, целью которого стала церковь Эмануэль из-за исторической значимости у афроамериканцев.

## Судебный процесс
Вечером 18 июня 2015 года Руф отказался от права на экстрадицию и был доставлен в Sheriff Al Cannon центр задержания (СИЗО) в Северном Чарльстоне. В блоке соседом Руфа был Майкл Слэджер, бывший офицер Чарльстона, которому было предъявлено обвинение в убийстве первой степени Уолтера Скотта.
Дилан Руф является первым человеком в истории США, для которого государственный и федеральный суд одновременно определили высшую меру в качестве наказания. В сентябре 2015 года было объявлено, что Руфу грозит смертная казнь по государственному обвинению, а в мае 2016 года Департамент юстиции США объявил, что и он будет добиваться высшей меры наказания в своём федеральном расследовании.

### Государственное обвинение
19 июня 2015 года Дилан Руф был обвинён по девяти пунктам в убийстве и одному отчёту о владении огнестрельным оружием во время совершения насильственного преступления. В тот же день прошло слушание в форме видеоконференции. Где родственники пяти жертв непосредственно обращались к Руфу, говоря, что «молятся за его душу», прощая его. Губернатор Никки Хейли призвала прокуроров добиваться смертной казни для Руфа.
Главный судья округа Чарльстона, Джеймс «Скип» Госнелл младший, подвергся оспариванию в связи с фразой, что «пострадавшими, помимо убитых и их родственников, являются и члены семьи этого молодого человека. Никто не станет их обвинять в том, во что они оказались втянуты.» Затем Госнелл объявил залог за Руфа в размере 1 миллиона долларов.
7 июля 2015 года Руфу было предъявлено обвинение по трём новым показаниям в покушении на убийство человека, пережившего стрельбу. 14 июля судьей был выдан ордер подавления после появления в интернет-аукционе письма, якобы написанного Руфом. Семь групп, в том числе новостные СМИ, семьи убитых жертв и церковные представители призвали ослабить некоторые ограничения, наложенные посредством ордера, в частности вызовы 911. Сдерживание было снято 14 октября 2015 года.
16 июля 2015 года судебный процесс над Руфом в государственном суде был возглавлен окружным судьей Д. К. Николсоном, приступившим к работе 11 июля 2016 года. 20 июля Руфу было приказано предоставить образцы почерка для исследования. Это было необходимо для определения связи между найденными записками в автомобиле с почерком Дилана.
3 сентября государственный обвинитель Скарлетт Уилсон заявляет о намерении добиваться смертной казни для Руфа, потому что во время нападения было убито более двух человек и жизни других людей были поставлены под угрозу.
16 сентября Руф через своего адвоката передал, что готов признать свою вину в государственных обвинениях, чтобы избежать смертного приговора.
23 октября 2015 года Руф вновь предстал перед судом штата, возглавленным Николсоном.
Начало отбора присяжных первоначально планировалось на июнь 2016 года. Но далее был отложено до ноября.
В апреле 2016 года государственный суд откладывается до 17 января 2017. И сейчас он отложен на неопределённый срок.
10 апреля 2017 года был приговорён к 9 пожизненным срокам после признания себя виновным по государственным обвинениям.

### Федеральный процесс

#### Обвинительный акт
Через пять дней после стрельбы генеральный прокурор, Лоретта Линч объявила членам присяжных о 33 федеральных обвинениях: девять пунктов о использовании огнестрельного оружия с целью совершения убийства и 24 нарушения гражданских прав, 18 федеральных обвинений из которых подразумевали смертную казнь.
31 июля 2015 года Руф не признал себя виновным по федеральным обвинениям против него по велению адвоката Дэвида Брука. Дилан хотел признаться, но Брук дал понять, что правительство пока не обозначило точных намерений о приговоре, но все равно 18 из 33 обвинений несли высшую меру наказания.
С 24 мая 2016 Министерство юстиции объявило о желании добиваться смертной казни для Руфа. Дилан Руф стал первым человеком в истории США, для которого государственный и федеральный суд одновременно определили высшую меру в качестве наказания.

#### Судебные приготовления
9 июня 2016 года Руф через своих адвокатов объявил, что не хотел представать перед судом присяжных. Если ходатайство было бы удовлетворено, председательствующий судья в этом случае рассматривал дело полностью самостоятельно.
2 августа 2016 года адвокаты Руфа подали прошение, утверждая, что федеральное законодательство о смертной казни признано неконституционным. Федеральные прокуроры подали ответ 22 августа, прося судью отклонить ходатайство.
23 августа 2016 года федеральные прокуроры подали судебные документы, объявив о своем намерении перечислить 13 свидетелей-экспертов, в том числе сторонников белого национализма для дачи показаний по «экстремистской идеологии Руфа». Документы также указывают на наличие обширных улик против Дилана. Слушание было назначено на 1 сентября 2016 года.
31 августа 2016 года окружной судья Ричард Гергель распорядился, что во время 1-сентябрьского слушания должен решиться вопрос о приемлемости какого-то «потенциально взрывоопасного» доказательства. Гергель писал: "Этот случай является одним из тех редких дел, когда шестая поправка на право ответчика о справедливом суде перевешивает общественность. Весьма пагубно может повлиять широкая огласка, попортив объективное мнение присяжных и создав сложные условия для справедливого и беспрепятственного решения.
6 сентября 2016 года федеральные прокуроры подали ходатайство на запрет адвокатам защиты просить присяжных заседателей о пощаде их клиента во время вынесения приговора. Они утверждают, что защита уже будет иметь возможность представить такие доказательства, которые могут поколебать мнения присяжных в вынесении приговора. На следующий день прокуроры попросили использовать краткие диаграмм в качестве судебных доказательств. Одна из которых, как ожидалось, будет графиком дела о его нынешнем агенте, ответственным за расследование стрельбы.
Отбор присяжных начался 26 сентября 2016 года. Начальный резервуар, состоящий из трех тысяч кандидатов, был сужен до 12 присяжных с заместителями. Сам судебный процесс начался в декабре и продлился до 11 января 2017 года.
8 ноября 2016 года окружной судья Ричард М. Гергель назначил оценку компетентности для Руфа, которая была запланирована на 16 ноября. Отбор присяжных был отложен до 21 ноября.
14 ноября Гергель приостановил слушание о компетентности до 17 ноября. Тем не менее, 16 числа того же месяца судья перенёс отбор присяжных до 28 ноября. Заседание компетентности закончилось 22 ноября 2016 года.
25 ноября Руф был признан достаточно компетентным, чтобы предстать перед судом. Через три дня федеральный судья удовлетворил ходатайство Руфа о представлении себя в качестве собственного адвоката.
4 декабря 2016 года Руф в рукописной просьбе попросил Гергеля вернуть ему команду защиты для стадии приговора федерального суда. 5 декабря Гергель позволил Руфу нанять обратно своих адвокатов на этапе обвинения. 6 числа того же месяца федеральный судья отклонил прошение со стороны защиты приостановить суд над Диланом.

#### Суд и вынесение приговора
7 декабря 2016 года над Руфом начался федеральный судебный процесс. В состав присяжных вошли «две чёрные женщины, восемь белых женщин, один белый и один чёрный мужчина». Через два дня в суде Руф, посмеиваясь, признался в убийстве девятерых людей в церкви. 15 декабря 2016 года после двух часов обсуждения присяжные признали Руфа виновным по всем 33 пунктам обвинения.
На судебном заседании от 28 декабря Руф подтвердил, что приступит к этапу вынесения приговора без адвокатов, хотя судья Гергель неоднократно предупреждал его, что данное желание не входит в его полномочия. На слушании Руф не планировал вызывать свидетелей или представлять какие-либо доказательства в свою защиту.
3 января 2017 года после длительного закрытого заседания судья Гергель отклоняет ходатайство, поданное под печатью назначенным судом адвокатом Руфа, который стремился признать Дилана недееспособным. Гергель отвечал: «После того, как мы в полной мере учли все представленные доказательства, суд вынес решение, что подсудимый остаётся компетентен предстать перед судом и выступать в качестве своего адвоката».
10 января 2017 года присяжные сошлись на единогласном решении. Дилан Сторм Руф был приговорён к смертной казни. И 11 января на формальном вынесении приговора федеральный окружной судья Ричард М. Гергель вынес высшую меру наказания путём введения смертельной инъекции.

## Нападение в тюрьме
4 августа 2016 года, как сообщалось, Руф был избит чернокожим заключённым, во время нахождения под стражей в центре заключения округа города Чарльстона. Руф, на котором были отмечены кровоподтеки и гематомы, серьёзно не пострадал, и ему было разрешено вернуться в свою камеру после осмотра тюремным медицинским персоналом. Нападающий был идентифицирован как 25-летний Дуэйн Марион Стаффорд, который обвинялся в предумышленном нападении и вооружённом ограблении. Стаффорд вышел из своей незапертой камеры, прошёл через стальную дверь с узким вертикальным окном, и шёл вниз по лестнице в защитный блок тюрьмы, чтобы добраться до Руфа. В момент нападения Дилан находился под стражей двух охранников, один из которых ушёл на перерыв, а другой был отозван на другое задание.
Руф и его адвокат заявили, что не планируют судебного разбирательства по данному вопросу. Через 18 месяцев после первоначального ареста Стаффорд был выпущен на свободу под залог больше чем в 100 000 долларов.
В декабре 2024 года, когда президент Джо Байден объявил о замене смертных приговоров 37 из 40 федеральных заключённых, приговорённых к смертной казни, на пожизненное заключение без возможности условно-досрочного освобождения, он исключил Дилана Руфа, а также Джохара Царнаева, совершившего взрыв на Бостонском марафоне в 2013 году, и Роберта Грегори Бауэрса, совершившего стрельбу в синагоге Питтсбурга в 2018 году, из-за их осуждений за терроризм или массовые убийства на почве ненависти.